# Scott Phillips

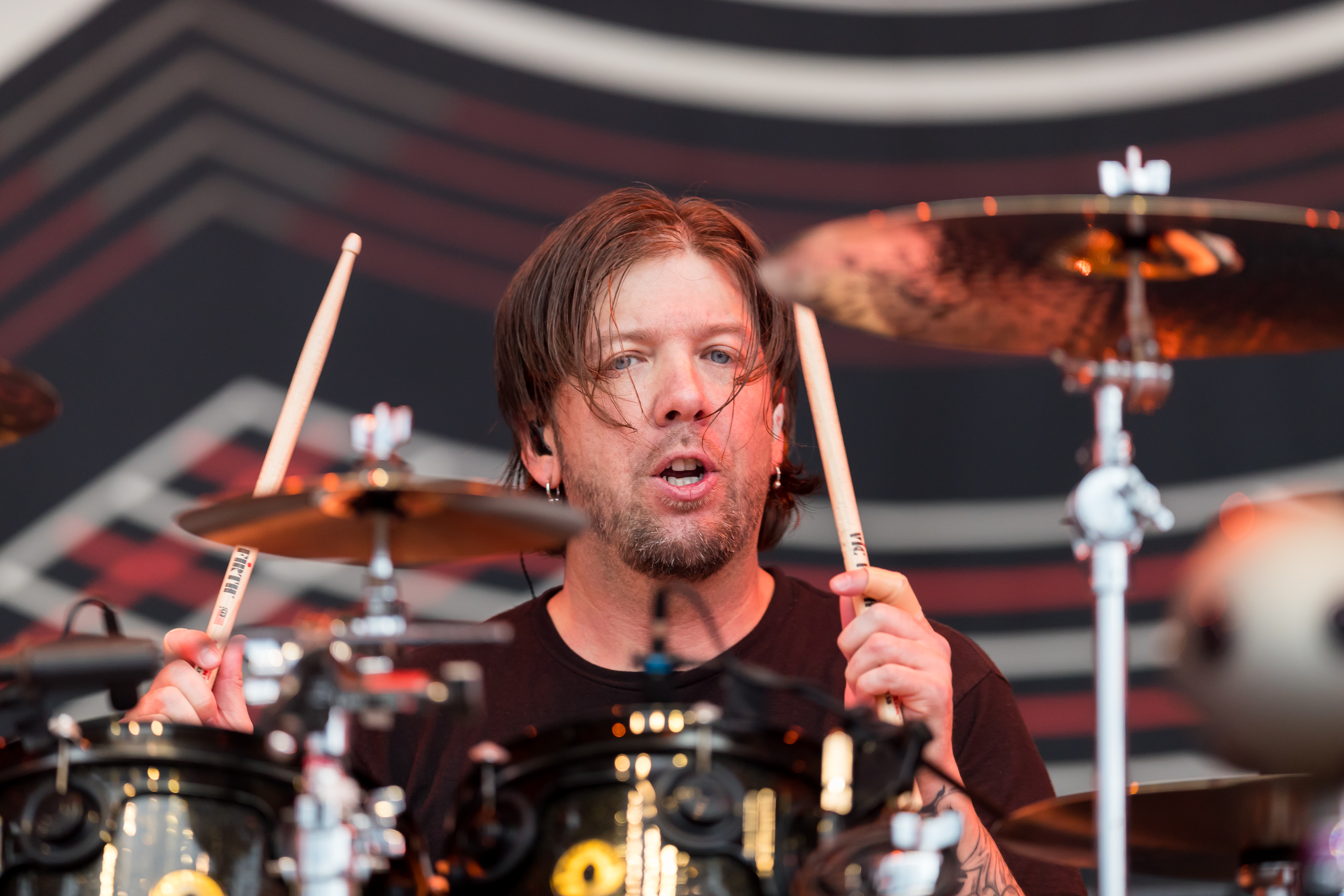
Scott Phillips (2017)

Thomas Scott Phillips (* 22. Februar 1973 in Atlanta) ist ein US-amerikanischer Schlagzeuger. Er ist Mitglied der Bands Alter Bridge, Creed und Projected.

## Werdegang
Phillips wuchs in Madison im US-Bundesstaat Florida als Sohn eines Physiologie-Professors auf. Er nahm vier Jahre lang Klavierunterricht und spielte in der Middle School und High School das Saxophon. Erst im Alter von 18 Jahren erlernte er das Schlagzeug spielen und schloss sich einer Band namens Crosscut an. Zu seinen Einflüssen zählen Will Calhoun (Living Colour), Matt Cameron (Soundgarden, Pearl Jam) und Lars Ulrich (Metallica). Anfang der 1990er Jahre wechselte Phillips an die Florida State University in Tallahassee um Betriebswirtschaftslehre zu studieren. Dort lernte er den Sänger Scott Stapp und den Gitarristen Mark Tremonti kennen und gründete im Jahre 1994 mit ihnen die Band Creed.
Creed stiegen zu einer der erfolgreichsten Rockband der späten 1990er und frühen 2000er Jahre auf. Die Band veröffentlichte vier Studioalben, die sich weltweit mehr als 30 Millionen Mal verkauften. Ihr zweites Studioalbum Human Clay verkaufte sich alleine in den USA mehr als elf Millionen Mal. Im Jahre 2001 wurden Creed für das Lied With Arms Wide Open mit dem Grammy in der Kategorie Best Rock Song ausgezeichnet. Das Lied war gleichzeitig die erste und einzige Single der Band, die es auf Platz eins der US-amerikanischen Singlecharts brachte. Creed wurden darüber hinaus noch viermal mit einem American Music Award ausgezeichnet. Nachdem sich Creed im Jahre 2005 trennten und vier Jahre später wieder zusammenfanden liegt die Band seit 2013 wieder auf Eis.
Zusammen mit Mark Tremonti, dem Bassisten Brian Marshall und dem Sänger Myles Kennedy gründete Phillips nach der Auflösung von Creed im Jahre 2004 die Band Alter Bridge, die bis heute sieben Studioalben veröffentlichten. Ebenfalls im Jahre 2004 spielte Scott Phillips sechs Titel des Submersed-Debütlalbums In Due Time ein. Bei den restlichen Titeln ist Garrett Whitlock zu hören. Seit 2012 ist Scott Phillips auch Schlagzeuger der Band Projected, in der er mit John Connolly und Vinnie Hornsby von der Band Sevendust zusammen spielt.

## Diskografie
| mit Creed mit Alter Bridge | mit Projected - 2012: Human - 2017: Ignite My Insanity - 2022: Hypoxia | mit Submersed - 2004: In Due Time |